# Mariko Yoshida (chanteuse)
Pour les articles homonymes, voir Mariko Yoshida.
Mariko Yoshida (吉田真里子, Yoshida Mariko, née le 19 novembre 1970) est une chanteuse japonaise. Elle débute en 1988 en tant qu'idole japonaise, sortant une douzaine de disques en major jusqu'en 1991. Elle continue ensuite à sortir des disques en indépendante durant les années 1990. Elle est l'homonyme d'une populaire catcheuse née la même année, Mariko Yoshida (吉田万里子).

## Discographie

### Albums
- 1988/12/21 : 詩華集 -ANTHOLOGY
- 1989/09/01 : ポルトレ -肖像-
- 1990/06/21 : 拝啓、愛しの友達
- 1991/01/21 : Crescent (クレッセント)
- 1991/12/12 : ブーケ

Indépendants
- 1994.12.01 : 匿名希望
- 1995.09.08 : Miss Holiday

### Singles
- 1988/05/21 : Tomadoi (とまどい)
- 1988/09/21 : Sayonara no Refrain (さよならのリフレイン)
- 1989/02/10 : 夢を追いかけて
- 1989/06/01 : 夏の恋人達
- 1989/12/10 : 嘆きの天使
- 1990/05/21 : 陽ざしのソリチュード
- 1990/10/21 : Roman〜ロマン〜
- 1991/11/21 : すべては空の下

Indépendants
- 1993/10/31 : Prayer
- 1998/09/01 : kiki
- 1998/12/01 : OFF
- 1999/04/01 : may

## Vidéos
- 1989/06/21 : Little Romance
- 1990/03/21 : innocent